# Số nguyên tố mạnh
Trong toán học số nguyên tố mạnh là số nguyên tố hơn trung bình cộng của 2 số nguyên tố liền kề với nó. Nói cách khác khi cho một số nguyên tố {\displaystyle p_{n}}, với "n" là một số chỉ thứ tự số nguyên tố, thì {\displaystyle p_{n}>{{p_{n-1}+p_{n+1}} \over 2}}.
5 số nguyên tố mạnh nhỏ nhất là: 11, 17, 29, 37, 41.
Với các cặp số nguyên tố sinh đôi (p, p + 2) khi p > 5, p luôn là số nguyên tố mạnh, vì p − 2 phải chia hết cho 3 nên không thể là số nguyên tố.